# Bundesanstalt für IT-Dienstleistungen
Die Bundesanstalt für IT-Dienstleistungen (DLZ-IT) war eine bundesunmittelbare, nicht rechtsfähige Anstalt des öffentlichen Rechts und als Bundesoberbehörde dem Bundesministerium für Verkehr, Bau und Stadtentwicklung bzw. Bundesministerium für Verkehr und digitale Infrastruktur (BMVBS bzw. BMVI) unmittelbar nachgeordnet. Sie hatte ihren Sitz in Ilmenau und unterhielt weitere Standorte in Offenbach am Main und Berlin. Sie war zentraler IT-Dienstleister im Geschäftsbereich des Bundesverkehrsministeriums und als Dienstleistungszentrum Informationstechnik der gesamten Bundesverwaltung tätig.

## Aufgaben
Die Bundesanstalt beriet Behörden bei der Planung und dem Einsatz von Informationstechnik. Sie plante und realisierte IT-Leistungen für Projekte im Geschäftsbereich des BMVI zur Unterstützung der Fach- und Verwaltungsaufgaben. Sie unterstützte bei der Planung und Realisierung von IT-Infrastrukturen und stellt zentrale Serviceleistungen für den Betrieb von IT-Systemen auf Anforderung und im Auftrag der Behörden bereit. Beim Aufbau des Projekts Netze des Bundes wirkte sie als verwaltungsinterner Kooperationspartner mit und betrieb einzelne Dienste dieser Infrastruktur für die gesamte Bundesverwaltung. Im Rahmen ihrer Aufgaben arbeitete sie auch mit anderen Stellen des Bundes sowie mit Hochschulen und Universitäten, mit Fachverbänden und privatrechtlich organisierten Unternehmen verschiedener Wirtschaftszweige zusammen.

## Geschichte
Hervorgegangen ist die Bundesanstalt aus dem bei der Bundesanstalt für Wasserbau eingerichteten Dienstleistungszentrum Informationstechnik des BMVBS (DLZ-IT BMVBS). Seit dem 1. Januar 2016 ist sie Bestandteil des ITZBund.